# Doja (canción de Central Cee)
«Doja» es una canción del rapero británico Central Cee. Fue lanzada como sencillo el 21 de julio de 2022, producida por LiTek y WhyJay. Se volvió viral en TikTok por sus letras, que incluyen referencias a su homónimo, a la rapera y cantante estadounidense Doja Cat. La canción muestra la canción de Eve de 2001 con Gwen Stefani, «Let Me Blow Ya Mind». 
Debutó en el número dos en la lista de sencillos del Reino Unido y en el número uno en Nueva Zelanda y Grecia. Con un video producido por Lyrical Lemonade, este lanzamiento convirtió a Central Cee en el primer artista del Reino Unido en tener un video dirigido por Cole Bennett.

## Composición
«Doja» recibió atención viral en TikTok por sus referencias líricas a la rapera y cantante estadounidense Doja Cat y por su repetida línea «How can I be homophobic? My bitch is gay».
«Doja» muestra la melodía de «Let Me Blow Ya Mind» de Eve a lo largo de toda la canción.

## Recepción
David Renshaw de The Fader describió la sensación de la pista como «más táctica que explotadora», que escribió «es lo que (casi) salva a la canción de estrellarse en territorio ofensivo». Renshaw también opinó que la canción toca los «trasfondos homoeróticos de la cultura de las pandillas», aunque descubrió que Central Cee no explora estas «observaciones» más allá de meras menciones y que «ha logrado su objetivo expreso de captar la mayor cantidad de ojos posible». 

## Video musical
La canción fue lanzada junto con su video musical, que fue dirigido por Cole Bennett.

## Gráficos

### Gráficos semanales
| Gráfico (2022)                                            | Lista posición |
| --------------------------------------------------------- | -------------- |
| Australia (ARIA)                                          | 3              |
| Austria (Ö3 Austria Top 40)                               | 20             |
| Bélgica (Flandes) (Ultratop 50)                           | 44             |
| Bélgica (Valonia) (Ultratop 50)                           | 21             |
| Canadá (Canadian Hot 100)                                 | 16             |
| Croacia (Billboard)                                       | 18             |
| República Checa (Singles Digitál Top 100)                 | 12             |
| Dinamarca (Tracklisten)                                   | 6              |
| Francia (SNEP)                                            | 7              |
| Alemania (Offizielle Deutsche Charts)                     | 19             |
| Global 200 (Billboard)                                    | 19             |
| Grecia International (IFPI)                               | 1              |
| Hungría (Stream Top 40)                                   | 9              |
| Islandia (Plötutíðindi)                                   | 7              |
| Irlanda (IRMA)                                            | 5              |
| Italia (FIMI)                                             | 51             |
| Lituania (AGATA)                                          | 13             |
| Luxemburgo (Billboard)                                    | 2              |
| Países Bajos (Mega Single Top 100)                        | 5              |
| Nueva Zelanda (Recorded Music NZ)                         | 1              |
| Noruega (VG-lista)                                        | 13             |
| Portugal (AFP)                                            | 7              |
| Eslovaquia (Singles Digitál Top 100)                      | 11             |
| Sudáfrica (RISA)                                          | 33             |
| Suecia (Sverigetopplistan)                                | 5              |
| Suiza (Schweizer Hitparade)                               | 3              |
| Reino Unido (UK Singles Chart)                            | 2              |
| Reino Unido (UK R&B Chart)                                | 1              |
| Reino Unido (UK Indie Chart)                              | 1              |
| Estados Unidos Bubbling Under Hot 100 Singles (Billboard) | 12             |
| Estados Unidos Hot R&B/Hip-Hop Songs (Billboard)          | 36             |
| Estados Unidos Rhythmic (Billboard)                       | 22             |

### Gráficos de fin de año
| Gráfico (2022)                    | Posición |
| --------------------------------- | -------- |
| Australia (ARIA)                  | 65       |
| Belgica (Ultratop Flanders)       | 143      |
| Belgica (Ultratop Wallonia)       | 92       |
| Canadá (Canadian Hot 100)         | 85       |
| Dinamarca (Tracklisten)           | 91       |
| Francia (SNEP)                    | 65       |
| Alemania (Official German Charts) | 88       |
| Global 200 (Billboard)            | 177      |
| Hungría (Stream Top 40)           | 65       |
| Países Bajos (Single Top 100)     | 62       |
| Suiza (Schweizer Hitparade)       | 49       |
| UK Singles (OCC)                  | 72       |